# Sady (powiat poznański)
Sady – wieś w Polsce położona w województwie wielkopolskim, w powiecie poznańskim, w gminie Tarnowo Podgórne.
Wieś położona była w 1580 roku w powiecie poznańskim województwa poznańskiego. 
Historia: Za Słownikiem Geograficznym Królestwa Polskiego i innych krajów słowiańskich Bronisława Chlebowskiego (1889) można przytoczyć, że przed 1388 rokiem z Sadów w parafii Lusowo pisali się różni Sadowscy (Acta gr. poz. Wyd. 1888). Od XVI wieku wieś Sady należała do Sadowskich herbu Nałęcz, którzy przy kościele parafialnym w Lusowie posiadali "w dawniejszych czasach kaplicę murowaną z grobami familijnymi", ale już w 1695 Zalaszewski zastał ją zrujnowaną. Od 1793 roku Sady należały do Konozowskich, potem do Kąsinowskich.
W latach 1975–1998 miejscowość położona była w województwie poznańskim.
Od 1998 roku działa tu fabryka autobusów koncernu MAN produkująca autobusy tej marki oraz od 2005 roku autobusy marki Neoplan. Od 1 sierpnia 2003 roku fabryka ta działa w ramach firmy MAN Star Trucks & Busses Sp. z o.o.
Od 2014 działa tu magazyn Amazon.